# Leon Gast
Leon Gast (Jersey City, 1º marzo 1936 – Woodstock, 8 marzo 2021) è stato un regista, sceneggiatore, montatore e produttore cinematografico statunitense.
Attivo per decenni prevalentemente nel campo del documentario, nel 1997 Gast vinse l'Oscar per il miglior documentario con Quando eravamo re, che ricostruisce l'incontro di pugilato tra Muhammad Ali e George Foreman avvenuto a Kinshasa nel 1974.

## Filmografia
- Our Latin King (documentario) (1972)
- B.B. King: Live in Africa (documentario) (1974)
- The Grateful Dead (documentario) (1977)
- Hell's Angels Forever (documentario) (1983)
- Celia Cruz: Guantanamera (1989)
- Quando eravamo re (When We Were Kings) (documentario) (1996)
- 1 Love (documentario) (2003)
- Jumpshot (documentario) (2004)
- Smash His Camera (documentario) (2010)